# Pseudodoloria
Pseudodoloria is een geslacht van kreeftachtigen uit de klasse van de Ostracoda (mosselkreeftjes).

## Soort
- Pseudodoloria plax Kornicker, 1994